# Bičje
Bičje je naselje v Občini Grosuplje in je del krajevne skupnosti Št. Jurij.
Bičje je gručasto naselje v istoimenski dolini, ki leži na vznožju Vinjega hriba (478 mnm), na zahodni strani Grosupeljske kotline. Na severovzhodu je osamelec Gorica (382 mnm), južno od vasi pa izvira voda, ki odteka v potok Bičje. Poleg vasi so travniki, višje pa njive. Vas Bičje je obdana z mešanim gozdom, ki je primeren za nabiranje gob in  gozdnih sadežev. V okolico vasi so odkriti prazgodovinski ostanki in tudi ostanki Rimskega imperija. Kraj prvič omenjajo leta 1058.